# Cimitero militare austro-ungarico di Levico
Il cimitero militare austro-ungarico di Levico è un'area del cimitero comunale di Levico Terme dedicato ai caduti della prima guerra mondiale con la divisa dell'Imperiale e regio esercito austro-ungarico, la cui gestione è affidata congiuntamente al comune e alla Croce Nera d'Austria.

## Storia
La costruzione del cimitero iniziò già nel corso della Grande Guerra, anni durante i quali la cittadina di Levico Terme si trovava vicina alla linea del fronte italiano. Al termine del conflitto il cimitero si trovò ad essere in territorio italiano, e l'inaugurazione ufficiale avvenne il 4 novembre 1921, nel giorno del terzo anniversario dell'entrata in vigore dell'Armistizio di Villa Giusti che mise fine alle ostilità tra il Regno d'Italia e l'Impero austro-ungarico.
Nel corso dei decenni il cimitero ha subito diversi interventi di ripristino, il più importante dei quali avvenne nel biennio 1981-1982 ad opera della Gioventù dell'Associazione dei Vigili del Fuoco dell'Alta Austria, della Croce Nera dell'Alta Austria e del comune di Levico Terme. Un successivo intervento di conservazione avvenne anche nel 2000.
Nell'ambito delle commemorazioni per il centenario della fine della Prima guerra mondiale il cimitero è entrato nella lista dei siti valorizzati dalla Rete Trentino Grande Guerra. Nel 2018 è stato danneggiato dalla Tempesta Vaia, che ha sradicato i grossi alberi situati ai lati del sarcofago di pietra.

## Descrizione

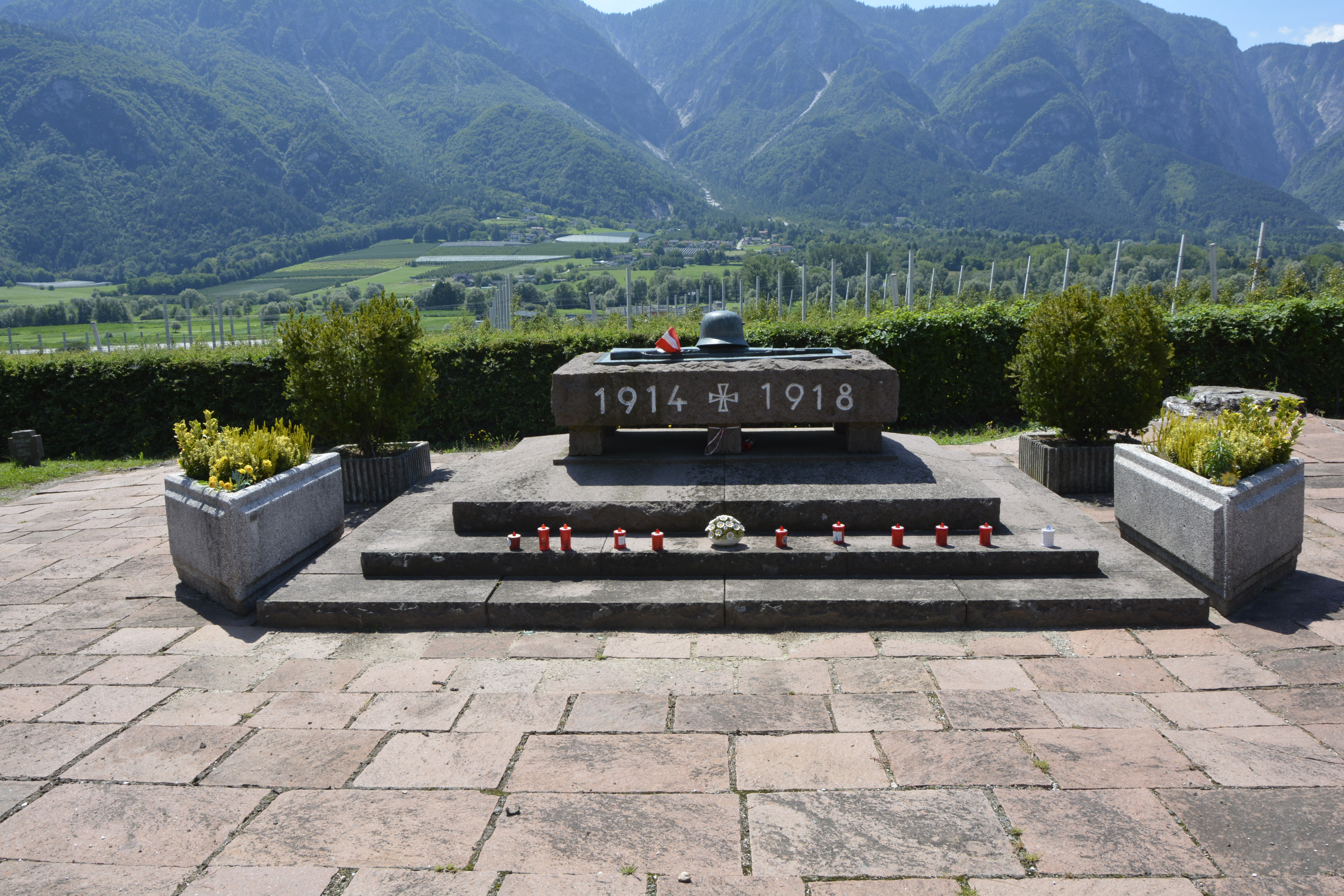
La Pietra della rimembranza

Il camposanto militare si trova nella parte sud-orientale del cimitero comunale di Levico, ed è separato dal resto dell'area cimiteriale da un ingresso in pietra e da delle siepi. L'area è composta da due sezioni di prato, nelle quali delle basse croci di porfido grigio sono disposte in file regolari. Ogni croce riporta i nomi di due soldati, scritti con della vernice bianca.
Nella necropoli sono accolti 1.148 caduti, deceduti soprattutto nel corso della Battaglia degli Altipiani. Durante la Grande Guerra la maggior parte dei sepolti erano di nazionalità cecoslovacca, a cui si aggiunsero poi austriaci, polacchi, ungheresi, serbo-croati, sloveni, rumeni, tedeschi ed italiani, oltre ad altri di nazionalità ignota.
Tra le due aree erbose, nell'unico spazio pavimentato, si trova una cosiddetta pietra della rimembranza, un sarcofago di pietra grezza tagliata a forma di altare, posta su una base di tre gradoni anch'essi di porfido. Sul fianco rivolto a nord sono indicati gli anni di svolgimento del conflitto (1914-1918), mentre in alto è presente un monumento in bronzo raffigurante un elmo militare, un fucile e dei rami di quercia, accompagnati dalla scritta in tedesco “Den Gefallenen des Weltkrieges 1914-1918” (in italiano "Ai caduti della guerra mondiale 1914-1918").